# Pioneer Cabin Tree

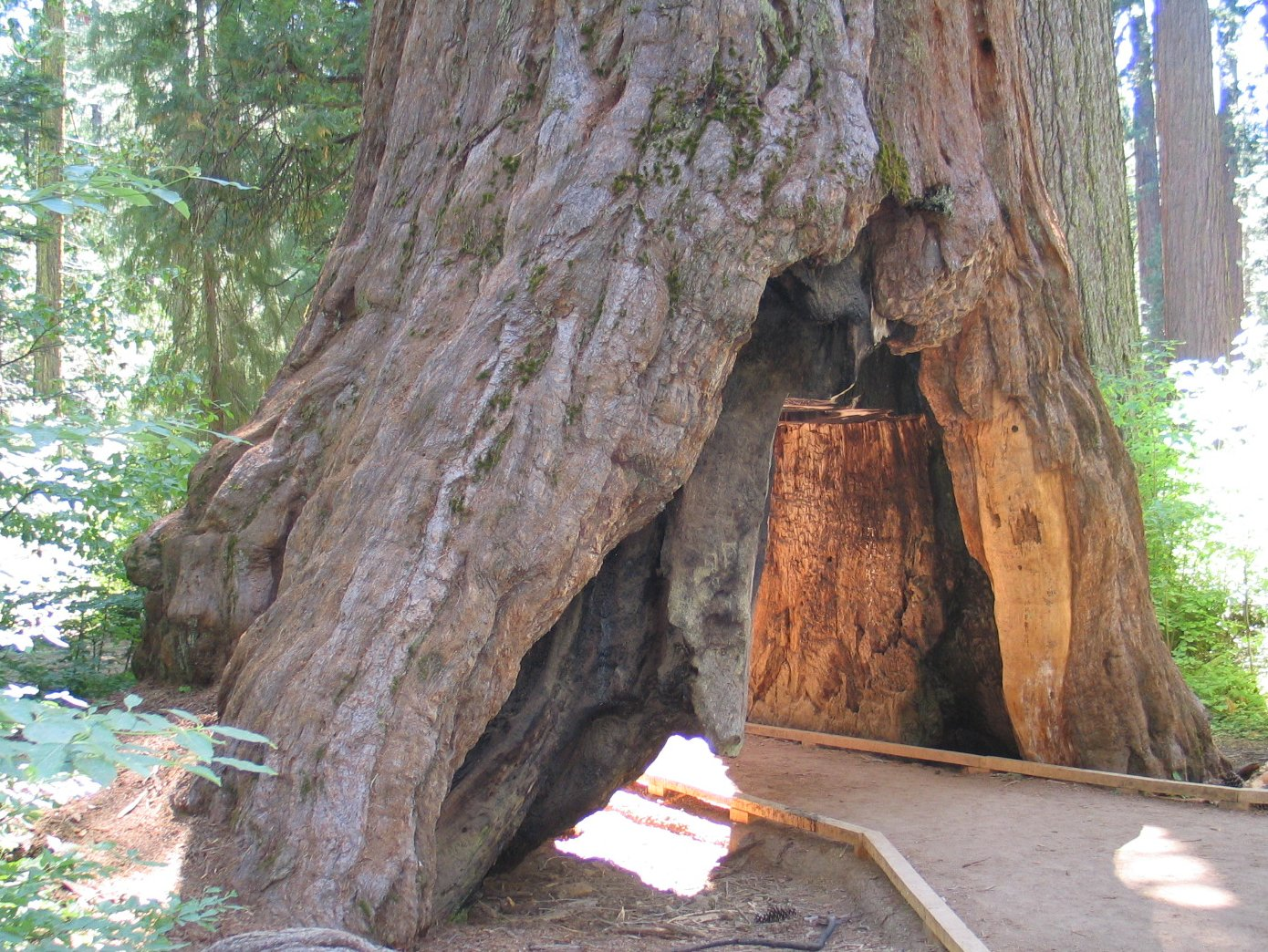
Pioneer Cabin Tree år 2006.

Pioneer Cabin Tree, även kallat Tunnelträdet, var ett mammutträd som stod i Calaveras Big Trees State Park i centrala Kalifornien. Trädet ansågs vara ett av USA:s mest kända träd och lockade tusentals besökare årligen. Trädet uppskattades vara mer än 1 000 år gammalt och mätte 10 meter i diameter; dess exakta ålder och höjd var inte känd. Trädet nådde sin maxhöjd före år 1859.
Vid en storm den 8 januari 2017 föll trädet och krossades.

## Historik
Pioneer Cabin Tree fick sitt namn från sin tydligt ihåliga stam som till viss del var bränd av blixtnedslag och skogsbrand. Det hade små fack liksom i en timmerstuga och trädets förbrända kärna fungerade som en skorsten och en liten öppning fanns som fungerade som bakdörr. År 1857 noterades att trädets övre del hade brutits av vid cirka 150 fot och att trädet var ihåligt. Vid början av 1880-talet skars en tunnel ut av en privat markägare på begäran av James Sperry, grundare av Murphys Hotel, så att turister kunde passera genom den.